# الاوت
الاوت (انگلیسی: Allot) شرکت مخابرات اسرائیلی است، که در سال ۱۹۹۶ تأسیس شد.